# 聖羅薩德爾阿瓜賴
23°52′S 56°34′W / 23.867°S 56.567°W
聖羅薩德爾阿瓜賴（西班牙語：Santa Rosa del Aguaray），是巴拉圭的城鎮，位於該國中部，由聖佩德羅省負責管轄，面積1,525平方公里，海拔高度227米，2002年人口20,473，人口密度每平方公里13.42人。